# Рене Пейнен
Рене Пейнен (нід. René Pijnen, 3 вересня 1946) — нідерландський велогонщик.
Олімпійський чемпіон 1968 року в роздільній командній гонці.
Срібний призер Чемпіонату світу з трекових велоперегонів 1973 року в індивідуальній гонці переслідування, бронзовий призер 1974 року в індивідуальній гонці переслідування.
Бронзовий призер Чемпіонату світу з велоперегонів на шосе 1967 року в аматорській груповій шосейній гонці.